# 陳賢蔚
陳賢蔚（1977年7月12日—），台灣民主進步黨籍政治人物，現任臺北市議員、民進黨台北市黨部執行委員。出生於台灣高雄市，海洋大學工學學士。曾任立委蕭美琴、立委吳思瑤服務處主任。

## 政治生涯

### 台北市議員
陳賢蔚參與2018台北市議員選舉，以429票之差成為落選頭。
2022年投入民進黨台北市第一選區議員初選，以0.1534的民調成績順利通過初選，捲土重來參選市議員。，後順利當選。
2022年7月28日，因同選區議員潘懷宗貪污遭褫奪公權，臺北市議會依法回溯至7月20日解除潘懷宗的議員職務，並由陳賢蔚遞補，年底將競選連任。8月5日，陳賢蔚首次至議會質詢。

## 選舉紀錄
| 年度 | 選舉屆數               | 選舉區           | 所屬政黨   | 得票數 | 得票率 | 當選標記 | 備註     |
| ---- | ---------------------- | ---------------- | ---------- | ------ | ------ | -------- | -------- |
| 2018 | 第十三屆臺北市議員選舉 | 臺北市第一選舉區 | 民主進步黨 | 12,737 | 4.54%  |          | 遞補當選 |
| 2022 | 第十四屆臺北市議員選舉 | 臺北市第一選舉區 | 民主進步黨 | 16,153 | 5.87%  |          |          |

## 外部連結
- 陳賢蔚的Facebook專頁